# Denis Rodionow
Denis Rodionow (* 26. Juli 1985) ist ein kasachischer ehemaliger Fußballspieler.

## Karriere
Rodionow begann seine Karriere beim FK Atyrau, wo er 2002 in die erste Mannschaft geholt wurde. 2005 ersten Saison wurde man Vizemeister. 2003 machte er einen Kurzabstecher beim Lokalrivalen Munayli Atyrau, ehe er zum FK zurückkehrte. Im Jänner 2007 wechselte der Mittelfeldspieler zum FK Almaty, wo er zwei Jahre unter Vertrag stand. Nach einem halben Jahr beim FK Aqtöbe 2010 ist Rodionow im Kader von Schetissu Taldyqorghan.
Für Kasachstan spielte Rodionow bisher dreizehn Mal. Sein Debüt gab er am 29. Januar 2005 gegen Japan, als er in der Halbzeit eingewechselt wurde. Das Spiel in Yokohama wurde 0:4 verloren.